# 리베리 (카세르타현)
리베리(이탈리아어: Liberi)는 이탈리아 캄파니아주 카세르타도에 있는 코무네이다. 나폴리로부터는 북쪽으로 45 km 카세르타에선 북쪽으로 15 km 거리에 있다.